# Sinfonía n.º 85 (Haydn)

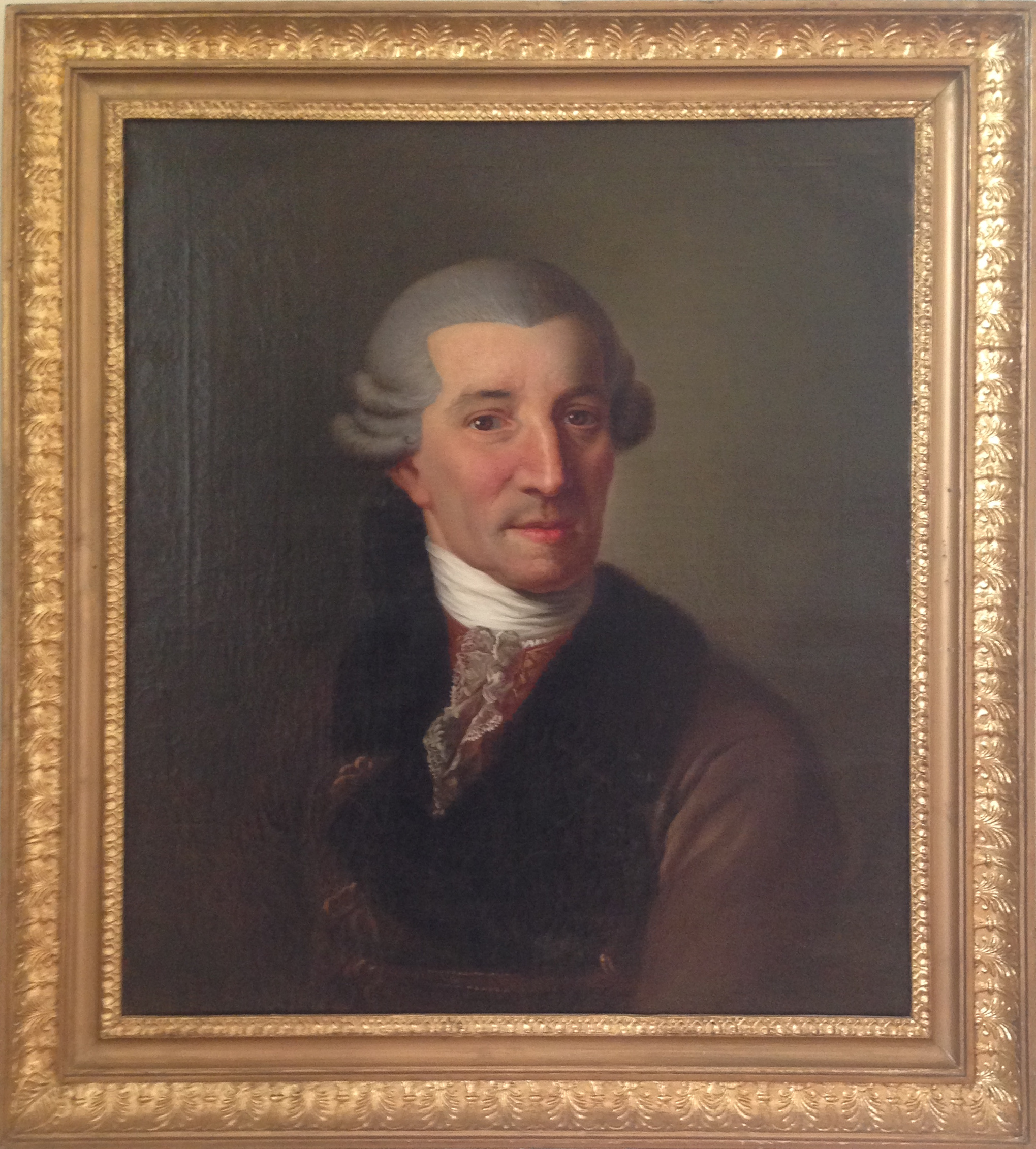
Haydn en 1785.

La Sinfonía n.º 85 en si bemol mayor, Hob. I:85, también conocida como La reina o en francés La reine, fue compuesta por Joseph Haydn en algún momento entre 1785 y 1786. Es la cuarta de las denominadas Sinfonías de París (n.º 82 a 87).

## Historia

### Composición

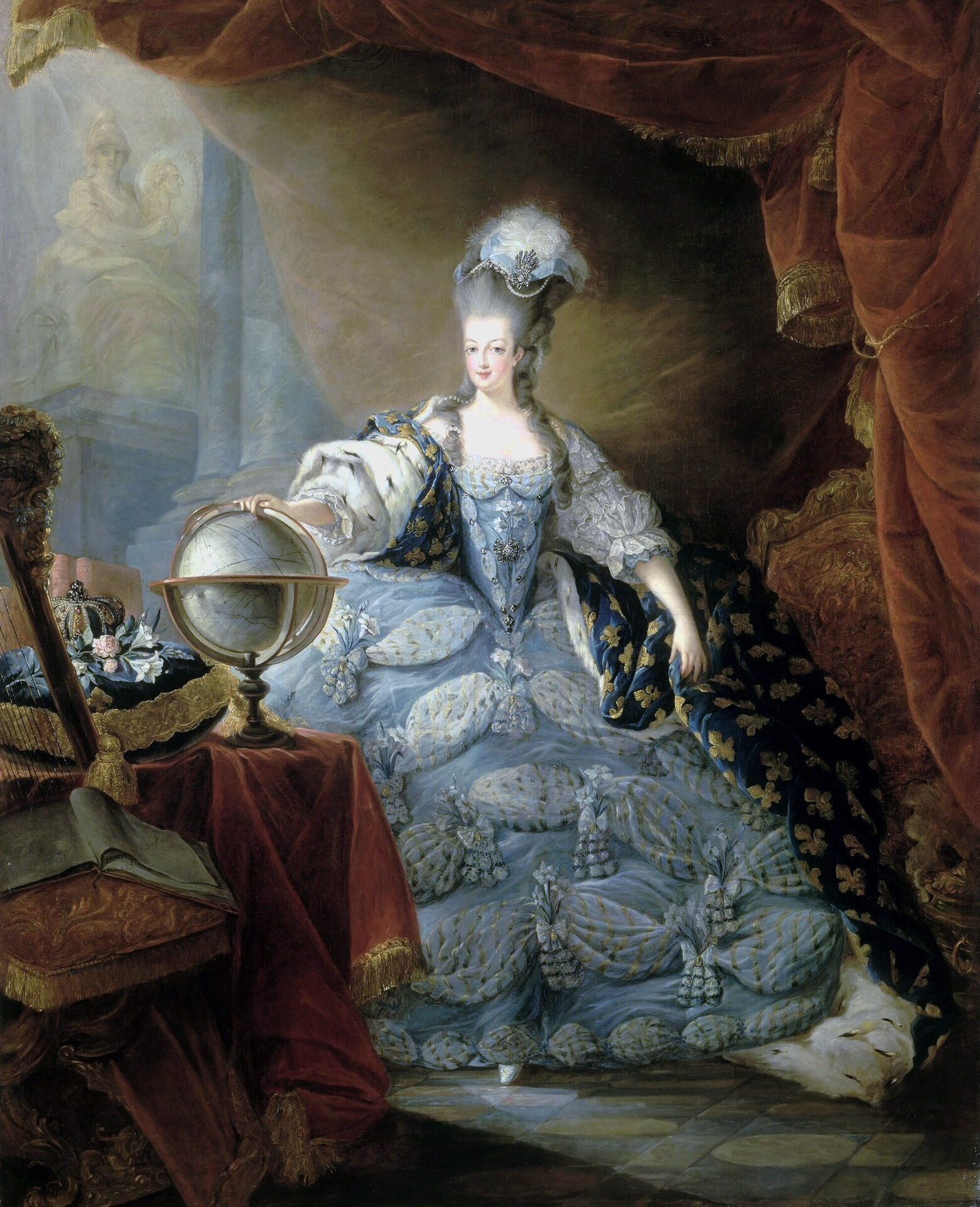
María Antonieta, reina de la que procede el sobrenombre de la sinfonía.

La producción sinfónica del maestro austríaco puede dividirse a grandes rasgos en tres bloques temporales: el primer bloque (1757-1761) se corresponde con su periodo al servicio del conde Carl von Morzin (n.º 1 - n.º 5); el segundo bloque en la corte Esterházy (1761-1790 pero con la última sinfonía para el público de Esterházy en 1781); y el tercer bloque (1782-1795) comprende las Sinfonías de París (n.º 82 - n.º 87) y las Sinfonías de Londres (n.º 93 - n.º 104). El 1 de mayo de 1761 el compositor firmó su contrato como vice-kapellmeister (más tarde kapellmeister) de la familia Esterházy, que nominalmente duró 48 años, hasta su muerte.
La composición de esta pieza se desarrolló en algún momento entre 1785 y 1786. El Concert de la Loge Olympique (Concierto de la Logia Olímpica) era una sociedad musical parisina, de ahí el nombre del conjunto Sinfonías de París. Su ciclo de conciertos fue instituido en 1780 y se contaba entre los más prestigiosos de Francia. María Antonieta asistía en ocasiones, al igual que varios funcionarios de la corte de Versalles. En 1784 el Consejo de administración del Concert de la Loge Olympique pidió a Haydn que escribiera seis sinfonías para su ciclo. Era el primer encargo extranjero recibido por el compositor, que había pasado la mayor parte de su vida profesional al servicio de los Esterházy. Entre 1784 y 1786 el maestro austríaco compuso las seis Sinfonías de París (n.º 82 - 87).
Este conjunto marca un punto de inflexión en la carrera del compositor. En aquel momento Haydn experimentaba una especie de monotonía compositiva en sus creaciones para la corte de Esterházy, mientras que las consideraciones comerciales le dificultaban experimentar en las obras que escribía a instancias de los editores. No es difícil entender por qué el compositor aceptó el encargo de estas sinfonías. Le dieron la oportunidad de estirar sus alas musicales, experimentar para crear algo personal y original a una escala mucho mayor que llegaría a un público más amplio que las obras destinadas a los Esterházy.

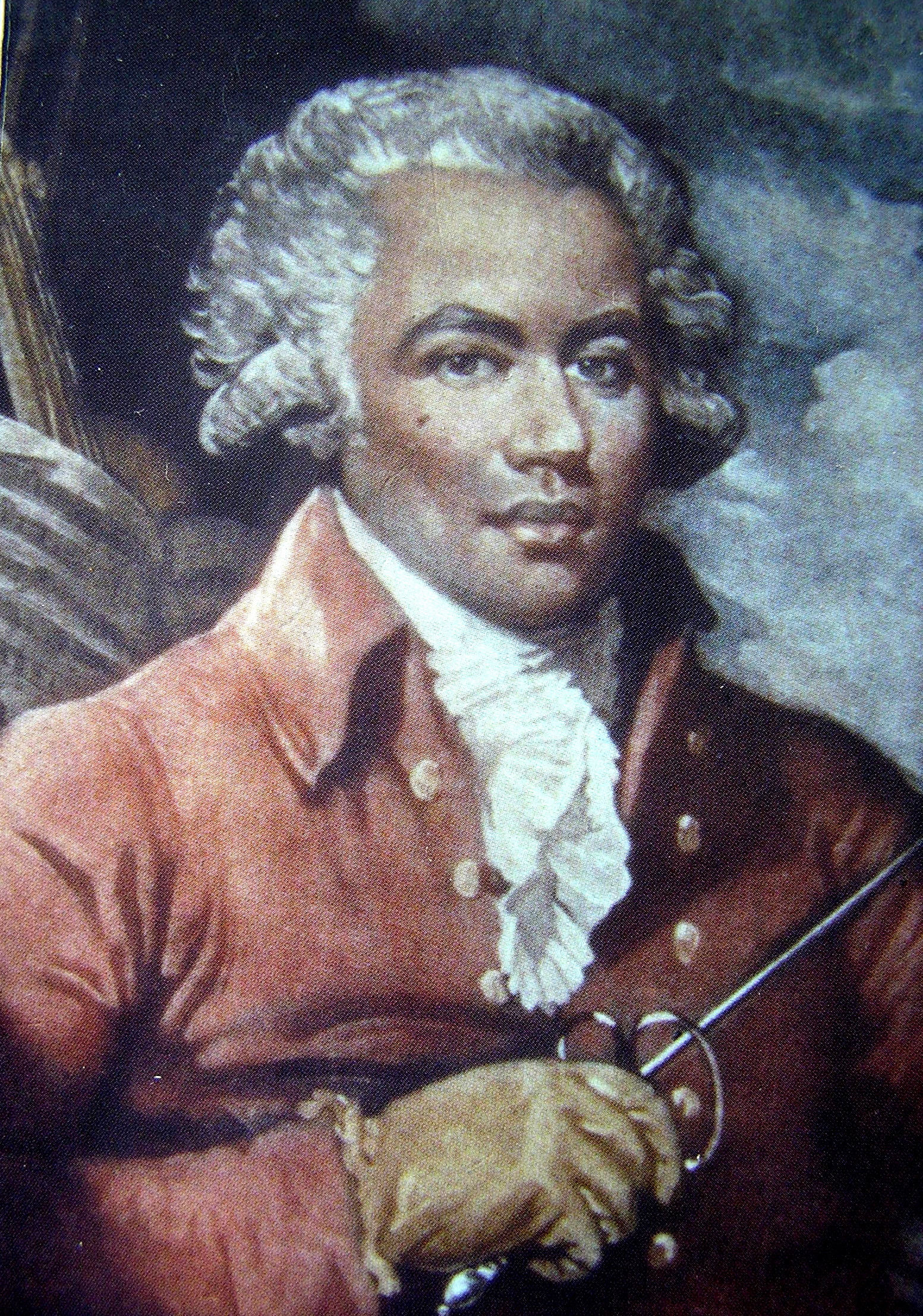
Joseph Boulogne, director del estreno.

El sobrenombre La reina, como los de otras sinfonías de Haydn, no proviene del propio compositor. Surgió porque la obra era una de las favoritas de la reina María Antonieta, que en aquel momento era la esposa de Luis XVI y reina consorte de Francia. Ésta es la única de las Sinfonías de París cuyo sobrenombre tiene su origen en el siglo XVIII.

### Estreno y publicación
El estreno se celebró en 1787 en París con la interpretación del Concert de la Loge Olympique, dirigida por el célebre músico mulato, Joseph Boulogne, Chevalier de Saint-Georges.
La primera edición fue llevada a cabo en diciembre de 1787 por la editorial Artaria en Viena. Se publicó como la número 3 bajo la denominación 3 Symphonies, Op. 51. Haydn solicitó a su editor vienés, Artaria & Co., que publicara las obras en el siguiente orden: 87, 85, 83, 84, 86 y 82. Pero su deseo no fue concedido, ya que la edición parisina de 1788 las coloca en el orden que conocemos en la actualidad.

## Instrumentación
La partitura está escrita para una orquesta formada por:
- Viento madera: 1 flauta, 2 oboes y 2 fagotes.
- Viento metal: 2 trompas.
- Cuerda: una sección de cuerdas con 2 violines, viola, violonchelo y contrabajo.

Las Sinfonías de París se crearon para la gran orquesta de la Loge Olympique, que fue el mayor conjunto orquestal que Haydn tuvo jamás a su disposición. Incluía una gran sección de cuerdas de hasta 40 violines y diez contrabajos. Además contaba con refuerzos para las partes de las maderas con hasta cuatro efectivos de cada viento madera. En las seis sinfonías de esta serie, a excepción de la n.º 87, la mayor "prominencia [es] conferida a los instrumentos de viento madera".
En cuanto a la participación del clavecín como bajo continuo en las sinfonías de Haydn existen diversas opiniones entre los estudiosos: James Webster se sitúa en contra; Hartmut Haenchen a favor; Jamie James en su artículo para The New York Times presenta diferentes posiciones por parte de Roy Goodman, Christopher Hogwood, H. C. Robbins Landon y James Webster. A partir de 2019 la mayor parte de las orquestas con instrumentos modernos no utiliza el clavecín como continuo. No obstante, existen grabaciones con clavecín en el bajo continuo realizadas por: Trevor Pinnock (Sturm und Drang Symphonies, Archiv, 1989-1990); Nikolaus Harnoncourt (n.º 6–8, Das Alte Werk, 1990); Sigiswald Kuijken (incluidas las Sinfonías de París y Londres; Virgin, 1988-1995); Roy Goodman (Ej. n.º 1-25, 70-78, 82-87; Hyperion, 2002).

## Estructura y análisis
La sinfonía consta de cuatro movimientos:
- I. Adagio – Vivace, en si bemol mayor 3
4
- II. Romance. Allegretto, en mi bemol mayor 6
8
- III. Menuet. Allegretto – Trio, en si bemol mayor 3
4
- IV. Finale. Presto, en si bemol mayor 2
4

La interpretación de esta obra dura aproximadamente entre 20 y 25 minutos. En palabras de Palmer, la maestría compositiva de Haydn queda demostrada tras una fachada de halagos abiertos al gusto francés.

### I.Adagio – Vivace
El primer movimiento, Adagio – Vivace, está escrito en la tonalidad de si bemol mayor, en compás de 3/4 y sigue la forma sonata. Se abre con una introducción lenta, marcada Adagio, típica de los métodos de Haydn en este punto de su carrera. Está compuesta con el carácter de una obertura francesa, con sus solemnes ritmos con puntillo. El movimiento de apertura se desarrolla casi enteramente a partir de un solo tema consistente en una sucesión de negras. El tema principal está hábilmente ensamblado a partir de dos elementos diferentes: un tono mantenido que parece suspenderse sobre la textura antes de caer finalmente y una escala que desciende rápidamente. Estos elementos dominan todo el movimiento. La sección de desarrollo es una de las más extensas de Haydn, llevando el arpegio ascendente y descendente del tema secundario a través de numerosas armonías. En la fase de transición de la exposición derivada del tema inicial, Haydn parafrasea el inicio de su célebre Sinfonía n.º 45 de los adioses.

### II.Romance. Allegretto
El segundo movimiento, Romance. Allegretto, está en mi bemol mayor y en compás de 6/8. El movimiento lento es un tema con cuatro variaciones y una coda. El tema es la balada francesa contemporánea "La gentille et jeune Lisette" (La amable y bella Lisette). Las variaciones que siguen son de carácter decorativo en general y no ocultan el tema reconocible sino que lo desarrollan. El tema aparece en diferentes instrumentos para aportar variedad al timbre.

### III.Menuet. Allegretto– Trio
El tercer movimiento, Menuet – Trio, está en si bemol mayor y en compás de 3/4. Contiene algunas ampliaciones humorísticas con respecto al formato tradicional. En la segunda mitad del trío se escucha una extensión melódica cómicamente larga que separa la nueva frase del esperado retorno redondeado de la primera frase. Aunque dicha extensión actúa como una transición, sólo sirve para hacernos esperar lo que sabemos que está por llegar.

### IV.Finale.Presto
El cuarto y último movimiento, Finale. Presto, retoma la tonalidad inicial y el compás es 2/4. El Finale es una mezcla muy elaborada de un rondó ternario y una sonata. El tema es interpretado en primer lugar por un único fagot y se va alternando con episodios contrastantes, como es típico del rondó. Pero el segundo episodio es bastante prolongado y posee una calidad de desarrollo, que hace que el retorno posterior al tema principal parezca una recapitulación.